# Diospyros kanurii
Diospyros kanurii är en tvåhjärtbladig växtart som beskrevs av Frank White. Diospyros kanurii ingår i släktet Diospyros och familjen Ebenaceae. Inga underarter finns listade i Catalogue of Life.